# 사노 쓰네하

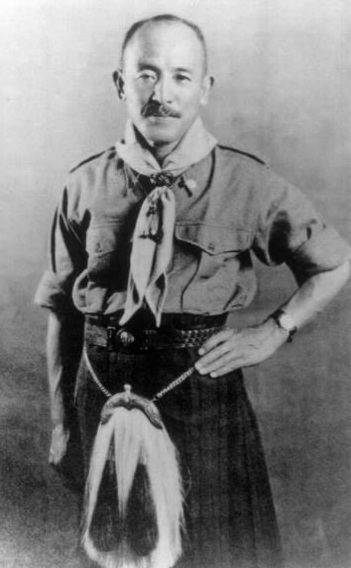
사노 쓰네하 백작

사노 쓰네하(佐野常羽)는 일본 제국의 해군군인이다. 최종 계급은 해군 소장. 작위는 백작. 사가 7현인 중 한사람인 사노 쓰네타미의 아들이다. 부인은 옛 이노번주였던 호시나 마사아리 자작의 둘째 딸 나오코(尚子)이다. 양자는 사노 쓰네미쓰(佐野常光)로서 그의 친부는 이치조 사네테루 공작이다.
| 전임 사노 쓰네타미 | 제2대 사노 (쓰네타미) 백작가 당주 1902년 ~ 1947년 | 후임 화족제도 폐지 |